# Militära grader i Japan under andra världskriget
Militära grader i Japan under andra världskriget visar tjänstegrader och gradbeteckningar i den japanska krigsmakten 1939-1945 samt tjänstegradernas motsvarigheter i den svenska krigsmakten vid samma tid.

## Kejserliga japanska armén
Under andra världskriget använde den japanska armén två uniformsmodeller, modell 90 (1930) och modell 98 (1938). Båda fanns i sommar- och vinterversioner i respektive ylle och bomull. På uniform modell 90 bars gradbeteckningarna på falska epålettslejfer; på uniform modell 98 på kragspeglar.

### Officerare

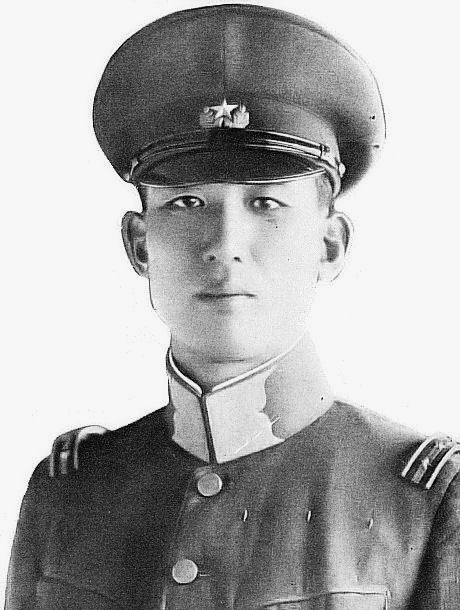
Kapten i daglig dräkt uniform modell 90.

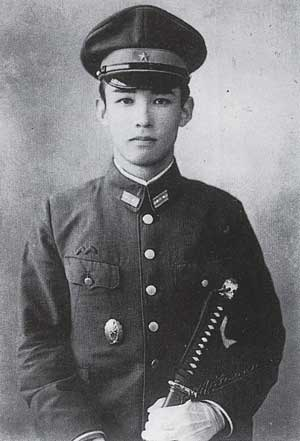
Kapten i daglig dräkt uniform modell 98.

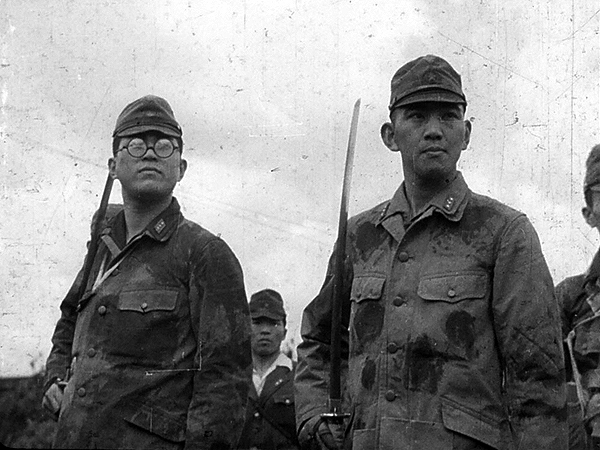
Två japanska kaptener i sommarfältdräkt uniform modell 98.

| Tjänstegrad                                | Gradbeteckning modell 98                                           | Gradbeteckning modell 90                                           |
| ------------------------------------------ | ------------------------------------------------------------------ | ------------------------------------------------------------------ |
| Riksmarskalk (大元帥 Dai-Gensui?)          |                                                                    |                                                                    |
| Fältmarskalk (元帥、陸軍大将 Gensui?)      | Samma gradbeteckning som general, samt emaljerat märke på bröstet. | Samma gradbeteckning som general, samt emaljerat märke på bröstet. |
| General (陸軍大将 Rikugun Taishō ?)        |                                                                    |                                                                    |
| Generallöjtnant (陸軍中将 Rikugun Chūjō ?) |                                                                    |                                                                    |
| Generalmajor (陸軍少将 Rikugun Shōshō ?)   |                                                                    |                                                                    |
| Överste (陸軍大佐 Rikugun Taisa ?)         |                                                                    |                                                                    |
| Överstelöjtnant (陸軍中佐 Rikugun Chūsa ?) |                                                                    |                                                                    |
| Major (陸軍少佐 Rikugun Shōsa?)            |                                                                    |                                                                    |
| Kapten (陸軍大尉 Rikugun Taii ?)           |                                                                    |                                                                    |
| Löjtnant (陸軍中尉 Rikugun Chūi?)          |                                                                    |                                                                    |
| Fänrik ( 陸軍少尉 Rikugun Shōi?)           |                                                                    |                                                                    |

### Underofficerare

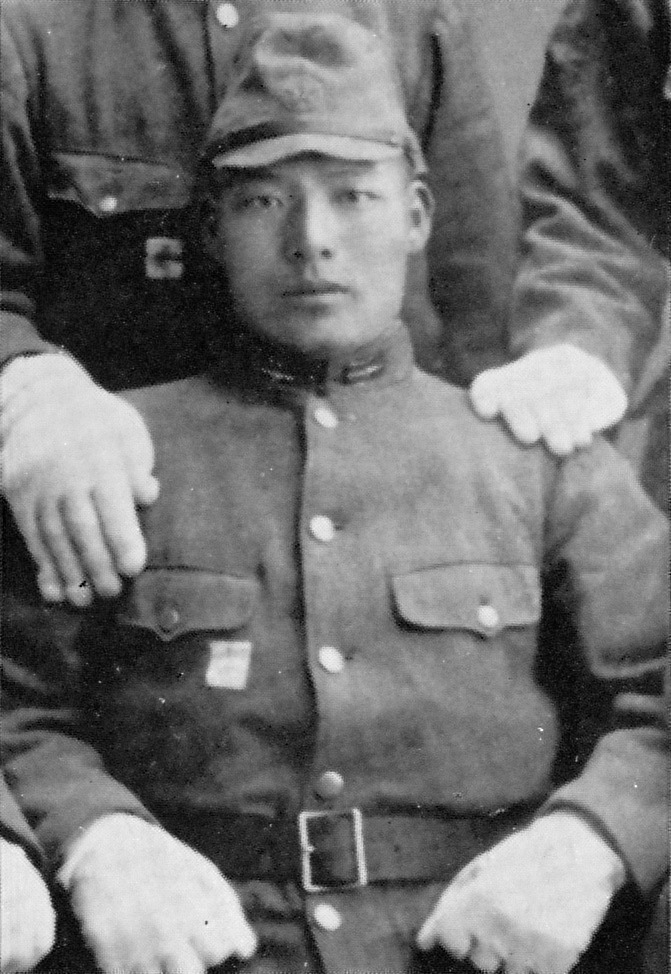
Korpral som bär gradbeteckning modell 98 på fältuniform modell 90.

| Tjänstegrad              | Gradbeteckning modell 98 | Gradbeteckning modell 90 |
| ------------------------ | ------------------------ | ------------------------ |
| Fanjunkare (准尉 Jun-i?) |                          |                          |
| Sergeant (曹長 Sōchō?)   |                          |                          |
| Furir (軍曹 Gunsō?)      |                          |                          |
| Korpral (伍長 Gochō?)    |                          |                          |

### Manskap

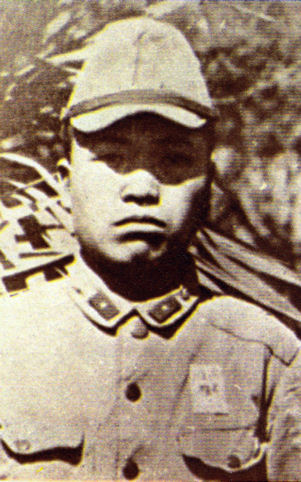
Menig i fältuniform modell 98.

| Tjänstegrad                                                 | Gradbeteckning modell 98                               | Gradbeteckning modell 90 |
| ----------------------------------------------------------- | ------------------------------------------------------ | ------------------------ |
| Tillförordnad korpral (伍長勤務上等兵 Gochō Kimmu jōtōhei?) | Samma gradbeteckning som korpral, samt en röd chevron. |                          |
| Vicekorpral (兵長 Heichō?)                                  |                                                        |                          |
| Menig 1kl (上等兵 Jōtōhei?)                                 |                                                        |                          |
| Menig (一等兵 Ittōhei?)                                     |                                                        |                          |
| Menig (二等兵 Nitōhei?)                                     |                                                        |                          |

## Kejserliga japanska flottan

### Officerare

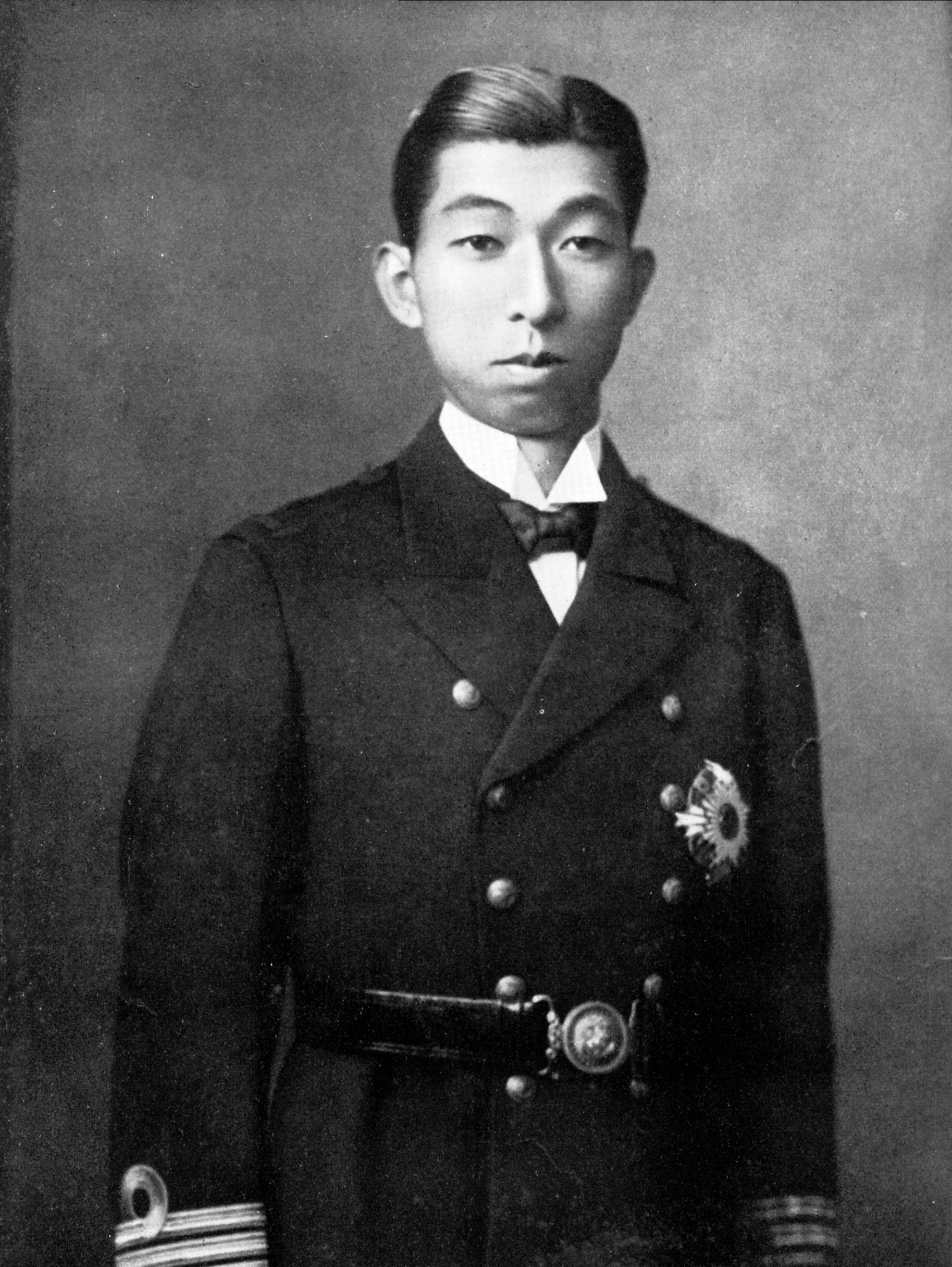
Officer i paraduniform med guldgaloner på underärmarna.

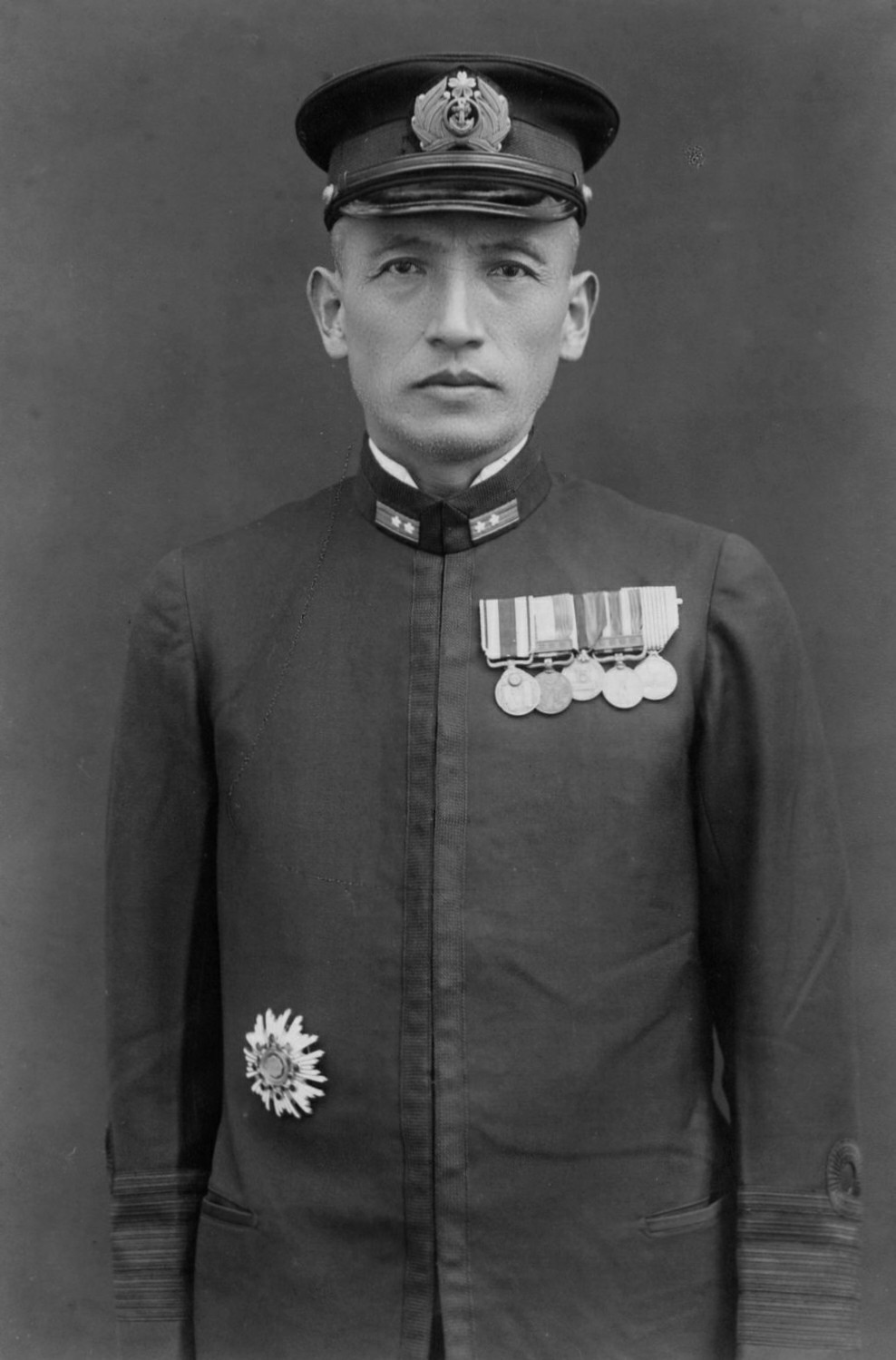
Amiral i daglig dräkt med gradbeteckningar på underärmarna och kragspeglarna.

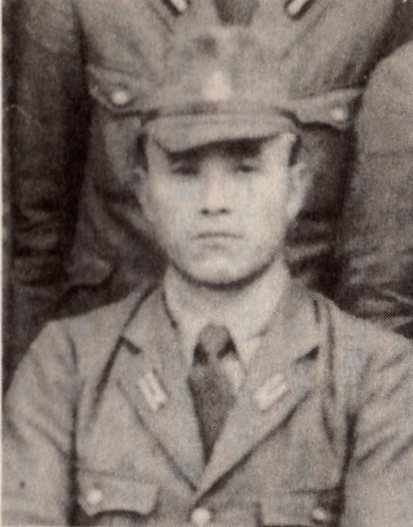
Officer från marinflyget i kakiuniform av armétyp med gradbeteckningar på kragspeglarna.

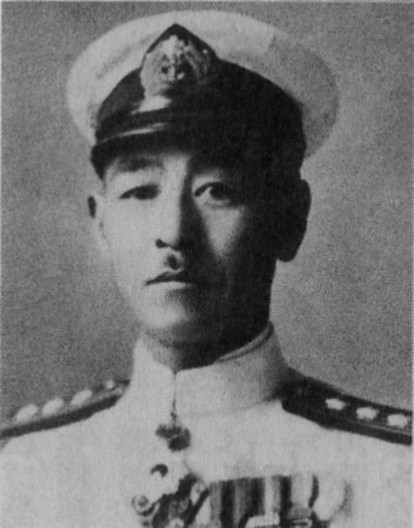
Officer i vit sommaruniform med gradbeteckningarna på axelklaffarna.

Officerare bar gradbeteckningar i form av guldgaloner på paraduniformen och svarta galoner på daglig dräkt. På den dagliga dräkten bars även gradbeteckningar på kragspeglar av samma typ som armén, men med svart underlag och stiliserade körsbärsblommor i stället för stjärnor. På den kakifärgade uniformen av armétyp bars gradbeteckningar enbart på kragspeglarna. På kappor och den helvita sommaruniformen bars gradbeteckningarna i form av körsbärsblommor på axelklaffarna.
| Tjänstegrader                                            | Gradbeteckning på underärmarna                                   | Gradbeteckning på kragspeglarna |
| -------------------------------------------------------- | ---------------------------------------------------------------- | ------------------------------- |
| 大元帥 Dai-gensui (Riksamiral)                           |                                                                  |                                 |
| 元帥、海軍大将 Gensui Kaigun Taishō (Storamiral)         | Samma antal galoner som amiral, samt emaljerat märke på bröstet. |                                 |
| 海軍大将 Kaigun Taishō (Amiral)                          |                                                                  |                                 |
| 海軍中将 Kaigun Chūshō (Viceamiral)                      |                                                                  |                                 |
| 海軍少将 Kaigun Shōshō (Konteramiral)                    |                                                                  |                                 |
| 海軍大佐 Kaigun Daisa (Kommendör)                        |                                                                  |                                 |
| 海軍中佐 Kaigun Chūsa (Kommendörkapten av första graden) |                                                                  |                                 |
| 海軍少佐 Kaigun Shōsa (Kommendörkapten av andra graden)  |                                                                  |                                 |
| 海軍大尉 Kaigun Daii (Kapten)                            |                                                                  |                                 |
| 海軍中尉 Kaigun Chūi (Löjtnant)                          |                                                                  |                                 |
| 海軍少尉 Kaigun Shōi (Fänrik)                            |                                                                  |                                 |

Officerare som inte tillhörde sjöofficerskåren bar facktecken i form av färgat kläde mellan guldgalonerna och färgade paspoaler på kragspeglarna: 
- Lila = Mariningenjörskåren
- Rött = Marinläkarkåren
- Vitt = Marinintendenturkåren
- Brunt = Skeppsbyggnadskåren
- Vinrött = Tygkåren
- Blått = Marinflygofficerare

### Underofficerare och sjömän
| Tjänstegrad till 1942                            | Tjänstegrad från 1942                        | Gradbeteckning modell 1942 |
| ------------------------------------------------ | -------------------------------------------- | -------------------------- |
| Underofficerare 下士官 (Kashikan)                |                                              |                            |
| 兵曹長 Heisōchō (Flaggunderofficer)              |                                              |                            |
| 海軍少尉候補生 Kaigun Shōi Kōhosei (Flaggkadett) |                                              |                            |
| 一等兵曹 Ittōheisō                               | 上等兵曹 Jōtōheisō Underofficer av 2. graden |                            |
| 二等兵曹 Nitōheisō                               | 一等兵曹 Ittōheisō Flaggkorpral              |                            |
| 三等兵曹 Santōheisō                              | 二等兵曹 Nitōheisō Korpral                   |                            |
| Sjömän 水兵 (Suihei)                             |                                              |                            |
| 一等水兵 Ittōsuihei                              | 水兵長 Suiheichō 1. kl. sjöman               |                            |
| 二等水兵 Nitōsuihei'                             | 上等水兵 Jōtōsuihei 2. kl. sjöman            |                            |
| 三等水兵 Santōsuihei                             | 一等水兵 Ittōsuihei 3. kl. sjöman            |                            |
| 四等水兵 Yontōsuihei                             | 二等水兵 Nitōsuihei 3. kl. sjöman            |                            |

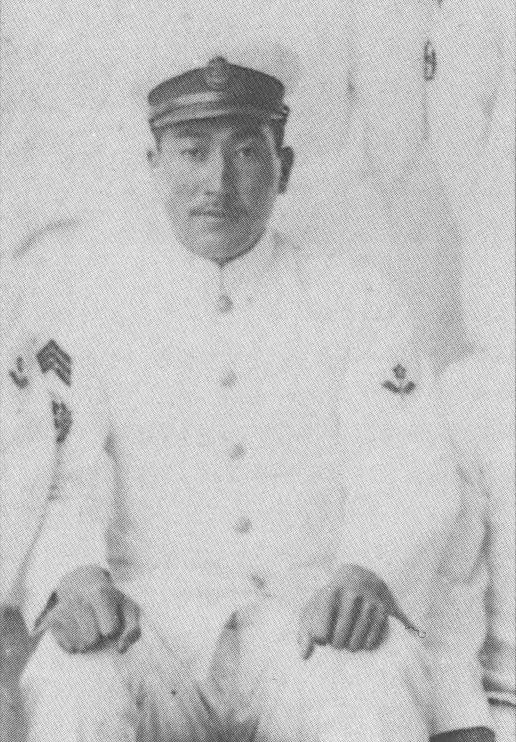
Underofficer med gradbeteckning modell 1931 på högra överärmen. De tre chevronerna anger tjänsteålder. Yrkesbeteckningen på vänstra överärmen anger att han är flygförare.

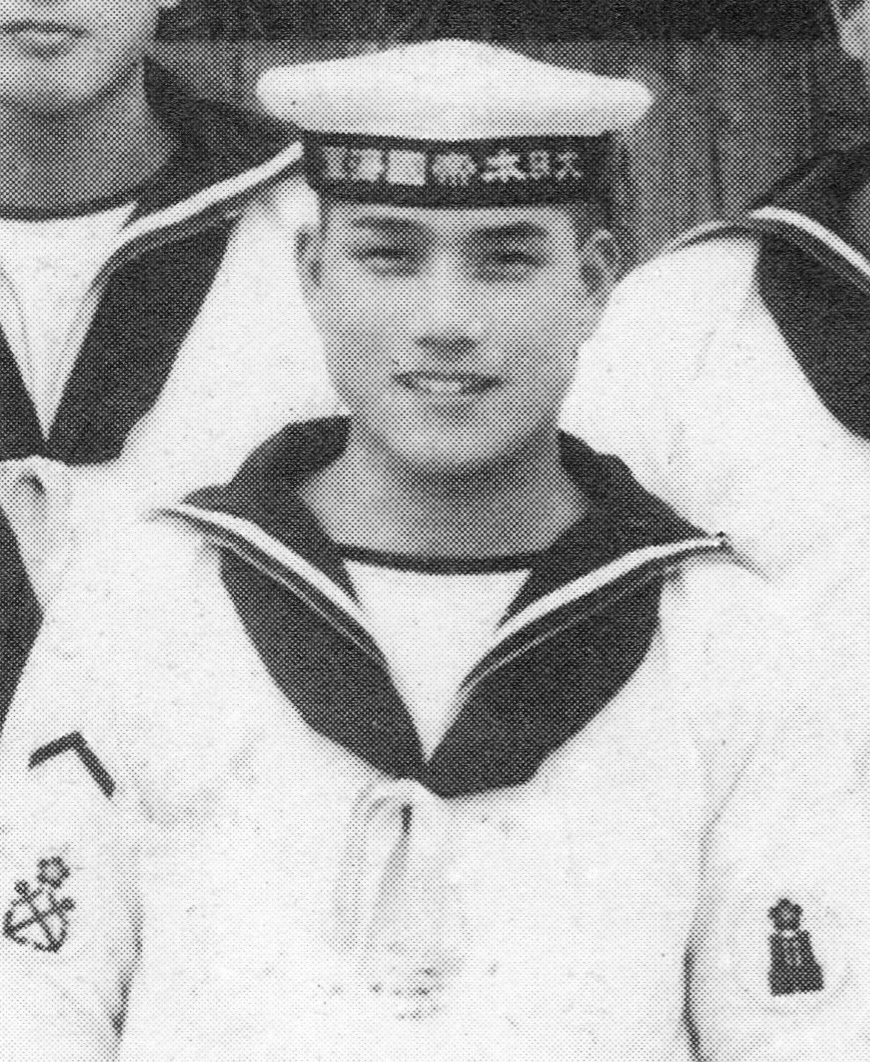
Korpral med gradbeteckning modell 1931 samt en tjänsteålderschevron. Yrkesbeteckning för signalmatros.

Färgerna på de stiliserade körsbärsblommorna angav yrkesavdelning:
- Gul = Däck
- Lila = Maskin
- Ljusblå = Flyg
- Grön = Flygteknisk
- Röd = Sjukvård
- Vit = Intendentur
- Mörkblå = Musik
- Brun = Skeppsbyggnad
- Ljust rödviolett = Mekanik